# Turnstiles
Turnstiles ist das vierte Studioalbum des US-amerikanischen Musikers Billy Joel. Es wurde im Mai 1976 veröffentlicht und ist die erste Platte, die Joel nach einem mehrjährigen Aufenthalt in Kalifornien wieder in seiner Heimatstadt New York produzierte.

## Entstehung
Das Album feiert über weite Strecken Billy Joels Rückkehr nach New York City, so nehmen die Titel Summer, Highland Falls, New York State of Mind und Miami 2017 (Seen the Lights Go Out on Broadway) direkten Bezug zur Weltstadt. Während jedoch New York State of Mind eine Hymne an Joels Heimat ist, beschreibt Miami 2017 in einer Zukunftsvision ein zerstörtes New York im Jahr 2017, wobei der Musiker die Gründe jedoch nicht explizit nennt und nur Andeutung in Form von Bankrott, Korruption und Mafiageschäften liefert. Den Anfang des Albums bildet Say Goodbye to Hollywood, was ebenfalls den direkten Bezug zum Ortswechsel herstellt. I’ve Loved These Days beschreibt zudem in ironischer Art und Weise das „Bedauern“ des Künstlers, die Dekadenz Hollywood hinter sich lassen zu müssen.

## Titelliste
1. Say Goodbye to Hollywood – 4:36
2. Summer, Highland Falls – 3:15
3. All You Wanna Do Is Dance – 3:40
4. New York State of Mind – 5:58
5. James – 3:53
6. Prelude/Angry Young Man – 3:55
7. I’ve Loved These Days – 4:31
8. Miami 2017 (Seen the Lights Go Out on Broadway) – 5:12

Sowohl die Musik als auch die Texte aller Titel wurden von Billy Joel geschrieben.